# Спомен соба Гвоздени пук у ослободилачким ратовима 1912-1918

Спомен соба „Гвоздени пук у ослободилачким ратовима 1912-1918.“  је саставни део Спомен парка Јунацима гвозденог пука, који је подигнут на месту одакле су топлички јунаци 7.октобра 1912. године кренули у рат.
Спомен соба „Гвоздени пук у ослободилачким ратовима Србије од 1912-1918.године“ отворена је 13. маја 2021.године.
Спомен соба је саставни део Спомен парка Јунацима гвозденог пука и смештена је у згради Железничке станице у Прокупљу.
Из парка се улази у Спомен собу, где се на самом улазу налази слика у природној величинаи заставника Аранђела Јанковића са заставом пука у руци, која је, иначе, најодликованија застава српске војске. На паноима су хронолошки приказани фотографије и текст кроз које је представљен ратни пут Гвозденог пука и који дочаравају врлине и храброст „гвоздених” јунака, али и голготу кроз коју су прошли. Изложена су Карађорђеве звезде, одликовања, укази о одликовању, фотографије, документа и разни лични предмети. Списак најхрабријих припадника пука сведочи томе да је Љубомир Којовић троструки, Ђорђе Милачић двоструки носилац. Носиоци Карађорћеве звезде су и две даме, хероине Гвозденог пука - наредници Милунка Савић и Флора Сендс, као и многи други храбри војници.
Мурал на тему Гвоздени пук краси фасадни зид Спомен собе. Аутори мурала су редовни професор на Факултету примењене уметности у Београду, Мирослав Лазовић и академски сликар и доцент на Факултету савремених уметности у Београду, Биљана Велиновић.

## Галерија
- Спомен соба „Гвоздени пук у ослободилачким ратовима 1912-1918.“
- Спомен соба „Гвоздени пук у ослободилачким ратовима 1912-1918.“  - мурал